# Sossais
Sossais hay Sossay là một xã, tọa lạc ở tỉnh Vienne trong vùng Nouvelle-Aquitaine, Pháp. Xã này có diện tích 12,04 km², dân số năm 2006 là 395 người. Xã nằm ở khu vực có độ cao trung bình 115 m trên mực nước biển. 

## Hành chính
| Danh sách các xã trưởng |            |                 |      |         |
| Giai đoạn               | Giai đoạn  | Tên             | Đảng | Tư cách |
| mars 2001               | réélu 2008 | Christian Pépin |      |         |

## Biến động dân số
| Năm | 1962 | 1968 | 1975 | 1982 | 1990 | 1999 | 2006 |
| --- | ---- | ---- | ---- | ---- | ---- | ---- | ---- |
| Dân số | 379  | 396  | 411  | 375  | 413  | 399  | 395  |
| From the year 1962 on: No double counting—residents of multiple communes (e.g. students and military personnel) are counted only once. |      |      |      |      |      |      |      |